# Platja de s'Alguer
La platja de s'Alguer, o cala s'Alguer, és una platja del municipi de Palamós (Baix Empordà), situada al nord de la població, entre la platja de la Fosca i la platja de Castell. Està rodejada de pins que arriben fins al mar i flanquejada per s'Alguer, un conjunt de cases de pescadors declarat bé cultural d'interès nacional. Té una longitud de 55 metres i una amplada de 10 metres, formada per còdols i blocs, i el fons rocós. Hi fondegen nombroses embarcacions de recreació. S'hi accedeix pel camí de ronda.
A la dreta de la cala hi ha un frondós bosc de pins, anomenat la pineda d'en Gori, que disposa d'una zona de pícnic. Sobre la cala hi ha el Mas Juny, una masia fortificada, catalogada com a bé cultural d'interès nacional, amb una torre de defensa dels segles XVI i XVII.